# Motufetau
Motufetau é um ilhéu do atol de Nukufetau, do país de Tuvalu.